# Brănești (okręg Gałacz)
Brănești – wieś w Rumunii, w okręgu Gałacz, w gminie Vlădești. W 2011 roku liczyła 854 mieszkańców.